# 62P/Tsuchinshan
La Cometa Tsuchinshan 1, formalmente 62P/Tsuchinshan, è una cometa periodica appartenente alla famiglia delle comete gioviane.

## Caratteristiche orbitali
L'orbita di questa cometa ha la particolarità di avere incontri ravvicinati con vari pianeti, caratteristica che l'ha portata e la porterà a cambiare, anche notevolmente la sua attuale orbita. Il 13 dicembre 1960, quindi prima di venire scoperta, è passata a 0,142 U.A. da  Giove, attualmente la MOID con questo pianeta è di sole 0,192861 UA; il 1 aprile 2049 passerà a sole 0,015728 U.A., pari a circa 2.350.000 km, da Marte; il 2 gennaio 2129 passerà a sole 0,1873 U.A. dalla Terra.

## Origine della cometa
Fin dalla sua scoperta è stato ipotizzato che questa cometa si sia originata dalla scissione in due componenti di una preesistente cometa; la seconda cometa è la 60P/Tsuchinshan, scoperta circa una settimana dopo della 62P/Tsuchinshan dallo stesso osservatorio .
La scissione in due comete da una preesistente cometa, è stata causata dalle forze mareali generate durante un passaggio estremamente ravvicinato tra la cometa originaria e il pianeta Giove. Il passaggio ravvicinato, oltre a provocare la scissione, ha fatto sì che i due nuovi corpi celesti acquisissero nuovi elementi orbitali singolarmente simili tra loro, ma la loro differente posizione rispetto a Giove al momento della scissione ha fatto sì che due degli elementi orbitali, quelli relativi ai nodi ascendenti e agli argomenti del perielio divergessero di circa 180°.
| Cometa                               | 60P/Tsuchinshan           | 62P/Tsuchinshan             |
| Epoca degli elementi orbitali        | 2 giugno 2012 (2456080,5) | 11 ottobre 2009 (2455115,5) |
| Nodo ascendente                      | 267,684°                  | 92,818°                     |
| Argomento del perielio               | 216,382°                  | 27,199°                     |
| Distanza perielica in UA             | 1,618                     | 1,389                       |
| Afelio in UA                         | 5,393                     | 5,543                       |
| Inclinazione                         | 3,611°                    | 9,901°                      |
| Eccentricità                         | 0,538                     | 0,599                       |
| Semiasse maggiore in UA              | 3,506                     | 3,466                       |
| Periodo di rivoluzione in anni       | 6,56                      | 6,45                        |
| Parametro di Tisserand (Giove) T jup | 2,865                     | 2,789                       |

| Elementi orbitali      | 60P/Tsuchinshan             | 62P/Tsuchinshan |
| Nodo ascendente        | 267,6842° (-180°) = 87,684° | 92,818°         |
| Argomento del perielio | 216,382° (-180°) = 36,382°  | 27,199°         |

Tutti gli elementi orbitali sono stati arrotondati alla terza cifra decimale.